# Constantin Bogdan
Constantin Bogdan (Chișinău, 29 dicembre 1993) è un ex calciatore moldavo, di ruolo difensore.

## Carriera

### Club
Gioca nella massima serie moldava dal 2012.

### Nazionale
Ha segnato 1 rete nelle qualificazioni ai campionati europei Under-21 del 2015.

## Palmarès

### Club

#### Competizioni nazionali
- Coppa di Moldavia: 2

Zimbru Chișinău: 2013-2014
Milsami: 2017-2018
- Supercoppa di Moldavia: 2

Zimbru Chișinău: 2014
Milsami: 2019
- Campionato moldavo: 1

Sheriff Tiraspol: 2015-2016
- Campionato lettone: 1

Spartaks: 2016